# Niki Lauda

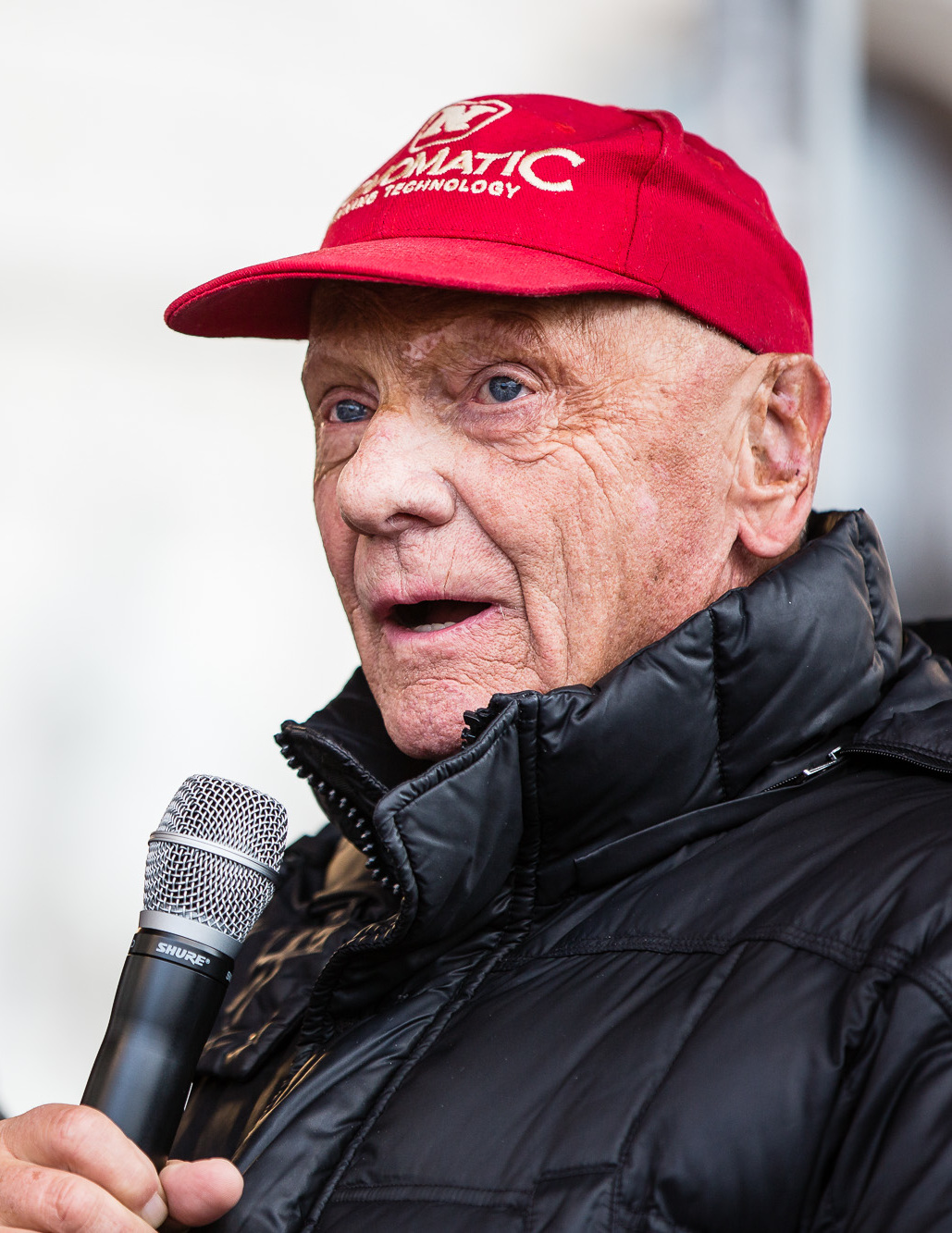
Lauda in 2016

Andreas Nikolaus (Niki) Lauda (Wenen, 22 februari 1949 – Zürich, 20 mei 2019) was een Oostenrijks autocoureur. Hij groeide uit tot een van de belangrijkste Formule 1-coureurs van zijn tijd en behaalde drie wereldtitels. Hij redde Scuderia Ferrari uit een moeilijke periode met 2 rijderstitels. Lauda bezat een vliegmaatschappij, waarin hij als piloot zelf vloog. 
In de laatste jaren van zijn leven was Lauda niet-uitvoerend voorzitter van het Formule 1-team van Mercedes-Benz.

## Biografie
Nadat hij rond 1964 het landgoed van zijn opa in een rallycrossbaan (met springschans) voor zijn Volkswagen Kever had veranderd, begon Lauda zijn racecarrière in een Mini Cooper, waarmee hij in 1968 aan heuvelklims deelnam. Hij verruilde de Mini Cooper voor een Porsche, waarna hij in 1969 in de Formule Vee ging rijden in het Europese circuit en vervolgens een aantal Formule 3-races in 1970, met een McNamara 3B. Omdat hij niet langer tussen "gekken" wilde rijden, waar volgens Lauda het grootste deel van het F3-deelnemersveld uit bestond, stapte hij nog tijdens dat seizoen over naar de sportwagenraces, waar hij Porsche en Chevron Ford reed voor privéteams.
In 1971 kocht hij zich middels een truc met een lening, gedekt door een levensverzekering, in bij het Formule 2-team van March. Lauda debuteerde in 1971 met een March 711 in de Formule 1, tijdens zijn thuiswedstrijd op de Österreichring. De snelle promotie leverde hem niet direct een auto op die bij zijn talent paste. Na 20 ronden reed hij de auto terug de pits in. Met de woorden "untersteuer wie Sau", ofwel "onderstuur als een zeug" illustreerde hij het verloop van zijn eerste GP. Zijn sponsor had betaald voor de huur van een onhandelbaar exemplaar van het type "Teatray", oftewel dienblad.
Lauda betaalde zijn lening af met het prijzengeld dat hij met de Alpina BMW in toerwagenraces bij elkaar reed, onder andere met Helmut Marko. De March 712 (1972) was een ramp en de resultaten in '72 waren bedroevend. Alleen in Zuid-Afrika kwam hij met een zevende plek dicht bij een WK-punt. Pogingen om de auto door te ontwikkelen liepen stuk op het lage budget en de technische richting. Zelfs Ronnie Peterson kon er niet veel mee beginnen. De oplossing: met meer geleend geld een plekje veroveren bij een ander team.
Lauda tekende voor 1973 een contract bij BRM. Ook dat seizoen dreigde te mislukken, maar hij kon zijn vaardigheden tonen tijdens de Grand Prix Formule 1 van Monaco 1973. Hiermee trok hij de aandacht van Enzo Ferrari, waarna hem een contract werd aangeboden bij Scuderia Ferrari. Bij Ferrari waren er testfaciliteiten en kon hij in de voorbereidingen op het seizoen zijn fantastische kwaliteiten als testrijder en ontwikkelaar in de praktijk brengen. Al snel kwam het succes en de leningen konden worden terugbetaald.
Zijn eerste pole position reed hij in Kyalami 1974 met de Ferrari 312B3. Uit zijn voorbereiding op de start in Jarama blijkt hoe nauwkeurig hij zich altijd prepareerde. Hij ging bij de starter langs en vroeg hoe de man de vlag ging hanteren. De start van Peterson van P2 was onbesuisd, maar sneller, die van Lauda van pole beheerster, gedoseerder. Op een kletsnat circuit, dat tijdens de race zou opdrogen. Zoals vaker bewezen: wie aan het eind als eerste de lijn passeert, wint. Zijn 2e pole resulteerde, mede dankzij de snelle pitstop waar Ferrari toen om bekend stond, ook in zijn eerste winst in een GP F1.
In 1975 won Lauda zijn eerste wereldtitel en hij was in 1976 hard op weg naar zijn tweede, toen hij dat jaar tijdens de Duitse Grand Prix op de oude Nürburgring in de linkerbocht voor Bergwerk materiaalpech kreeg en haaks rechts in de vangrails schoot. Lauda dreigde levend te verbranden toen het wrak vlam vatte, maar hij werd gered door vier coureurs die vlak achter hem aan kwamen en de ernst van het ongeluk inzagen. Zij stopten onmiddellijk en sprongen uit hun auto's. Arturo Merzario dook als eerste in de vlammen en maakte Lauda's veiligheidsriemen los, waarna hij hem samen met Harald Ertl, Brett Lunger en Guy Edwards uit de vuurzee sleurde. De ambulance arriveerde pas na acht minuten. Hans-Joachim Stuck haalde de chauffeur over de kortste route naar het ziekenhuis te nemen; tegen de rijrichting in over het circuit, waar de race was stilgelegd. Lauda's racecarrière leek voorbij, maar tot ieders verbazing zat hij zes weken later tijdens de Grote Prijs van Italië alweer achter het stuur van de Ferrari en reed hij naar de vierde plaats. Uiteindelijk verloor Lauda dat jaar de wereldtitel met slechts één punt aan James Hunt, mede doordat hij tijdens de laatste Grand Prix, in Japan, weigerde verder te racen vanwege slechte weersomstandigheden. Lauda bleef zijn leven lang getekend door de brandwonden die hij aan het vreselijke ongeval overhield. 
Tegen het einde van seizoen 1977, waarin Lauda zijn tweede wereldtitel veroverde, nam hij ontslag bij Ferrari en tekende hij bij Brabham. Dat hij in 1976 in Japan tijdens de tweede ronde was gestopt had zijn relatie met Enzo Ferrari geen goed gedaan. In 1979 besloot hij tijdens de trainingen voor de Grote Prijs van Canada te stoppen met racen. Hij vertrok en begon zijn eigen luchtvaartmaatschappij, Lauda Air geheten.
In 1982 werd hij weer naar de Formule 1 gelokt door McLaren, waar hij in 1984 zijn derde wereldkampioenschap won.
De laatste GP, op Estoril, won hij met het kleinst mogelijke verschil in punten (0,5) na een spannende race in een auto waarvan de turbo al snel beschadigd was geraakt. Tot op de dag van vandaag is dit de overwinning met het kleinste verschil gebleven.
Lauda is vaker een uitstekende beoefenaar van Brabham's quote "To finish first, first you have to finish" gebleken. Deze titel was daarom de passendste kroon op zijn coureurscarrière.
Aan het einde van 1985 verliet Lauda de Formule 1 voorgoed als rijder. 
In 1992 werd Lauda als adviseur bij het team van Scuderia Ferrari binnengehaald. Na aanhoudende kritiek van Austrian Airlines (de grootste aandeelhouder) en een negatieve audit trok Lauda zich in 2000 terug als bestuurder van zijn luchtvaartmaatschappij. Lauda zelf verhuisde naar het Formule 1-team van Jaguar, waar hij het in 2001 en 2002 voor het zeggen kreeg. Aan het einde van 2002 werd hij ontslagen door moederbedrijf Ford. Hij richtte in 2003 wederom een luchtvaartmaatschappij op, nu onder de naam NIKI. Deze werd later overgenomen door Air Berlin. Sinds 2016 was Lauda opnieuw actief in de luchtvaartsector, ditmaal met Laudamotion, dat later werd overgenomen of samenging met Ryanair. Het laatste project van Lauda in de luchtvaartbranche was Laudamotion Executive, dat zich, in tegenstelling tot prijsvechter Ryanair, als chartermaatschappij voor privévluchten richtte op het exclusieve segment van de markt.
Lauda is actief geweest als gastcommentator bij Formule 1-races voor de Duitse televisie (RTL Television). In september 2012 werd hij opnieuw adviseur van een Formule 1-team, deze keer bij Mercedes GP. Zijn rol als commentator beëindigde hij eind 2017. Op 1 augustus 2018 onderging hij een zware operatie wegens ademhalingsproblemen. Er werd een long getransplanteerd, exact 42 jaar na zijn ongeluk op de Ring. Lauda revalideerde nog van de longtransplantatie toen hij in januari 2019 op de intensive care van een ziekenhuis in Wenen belandde met een zware griep. Hij onderging daar dialysebehandelingen vanwege nierproblemen. 

Lauda overleed op 20 mei 2019 op 70-jarige leeftijd in een medische privékliniek in Zwitserland.

## Formule 1 resultaten
| Seizoen | Team             | Chassis   | Races | Over- winningen | Pole Positions | Podiums | Punten | Rang |
| ------- | ---------------- | --------- | ----- | --------------- | -------------- | ------- | ------ | ---- |
| 1971    | March - Ford     | March 711 | 1     | 0               | 0              | 0       | 0      | -    |
| 1972    | March - Ford     | March 721 | 12    | 0               | 0              | 0       | 0      | -    |
| 1973    | BRM              | BRM P160  | 14    | 0               | 0              | 0       | 2      | 18   |
| 1974    | Scuderia Ferrari | 312B      | 15    | 2               | 9              | 5       | 38     | 4    |
| 1975    | Scuderia Ferrari | 312T      | 14    | 5               | 9              | 8       | 64,5   | 1    |
| 1976    | Scuderia Ferrari | 312T2     | 14    | 5               | 3              | 9       | 68     | 2    |
| 1977    | Scuderia Ferrari | 312T2     | 14    | 3               | 2              | 10      | 72     | 1    |
| 1978    | Brabham          | BT46      | 16    | 2               | 1              | 7       | 44     | 4    |
| 1979    | Brabham          | BT48      | 13    | 0               | 0              | 0       | 4      | 14   |
| 1982    | McLaren          | MP4B      | 14    | 2               | 0              | 3       | 30     | 5    |
| 1983    | McLaren          | MP4/1     | 15    | 0               | 0              | 2       | 12     | 10   |
| 1984    | McLaren          | MP4/2     | 16    | 5               | 0              | 9       | 72     | 1    |
| 1985    | McLaren          | MP4/2B    | 14    | 1               | 0              | 1       | 14     | 10   |

### Overwinningen
| Nr. | Grand Prix                              | Jaar | Team    |
| --- | --------------------------------------- | ---- | ------- |
| 1   | Grand Prix van Spanje                   | 1974 | Ferrari |
| 2   | Grand Prix van Nederland                | 1974 | Ferrari |
| 3   | Grand Prix van Monaco                   | 1975 | Ferrari |
| 4   | Grand Prix van België                   | 1975 | Ferrari |
| 5   | Grand Prix van Zweden                   | 1975 | Ferrari |
| 6   | Grand Prix van Frankrijk                | 1975 | Ferrari |
| 7   | Grand Prix van de Verenigde Staten      | 1975 | Ferrari |
| 8   | Grand Prix van Brazilië 1976            | 1976 | Ferrari |
| 9   | Grand Prix van Zuid Afrika              | 1976 | Ferrari |
| 10  | Grand Prix van België                   | 1976 | Ferrari |
| 11  | Grand Prix van Monaco                   | 1976 | Ferrari |
| 12  | Grand Prix van Groot-Brittannië         | 1976 | Ferrari |
| 13  | Grand Prix van Zuid Afrika              | 1977 | Ferrari |
| 14  | Grand Prix van Duitsland                | 1977 | Ferrari |
| 15  | Grand Prix van Nederland                | 1977 | Ferrari |
| 16  | Grand Prix van Zweden                   | 1978 | Brabham |
| 17  | Grand Prix van Italië                   | 1978 | Brabham |
| 18  | Grand Prix van de Verenigde Staten West | 1982 | McLaren |
| 19  | Grand Prix van Groot-Brittannië         | 1982 | McLaren |
| 20  | Grand Prix van Zuid Afrika              | 1984 | McLaren |
| 21  | Grand Prix van Frankrijk                | 1984 | McLaren |
| 22  | Grand Prix van Groot-Brittannië         | 1984 | McLaren |
| 23  | Grand Prix van Oostenrijk               | 1984 | McLaren |
| 24  | Grand Prix van Italië                   | 1984 | McLaren |
| 25  | Grand Prix van Nederland                | 1985 | McLaren |

## Galerij

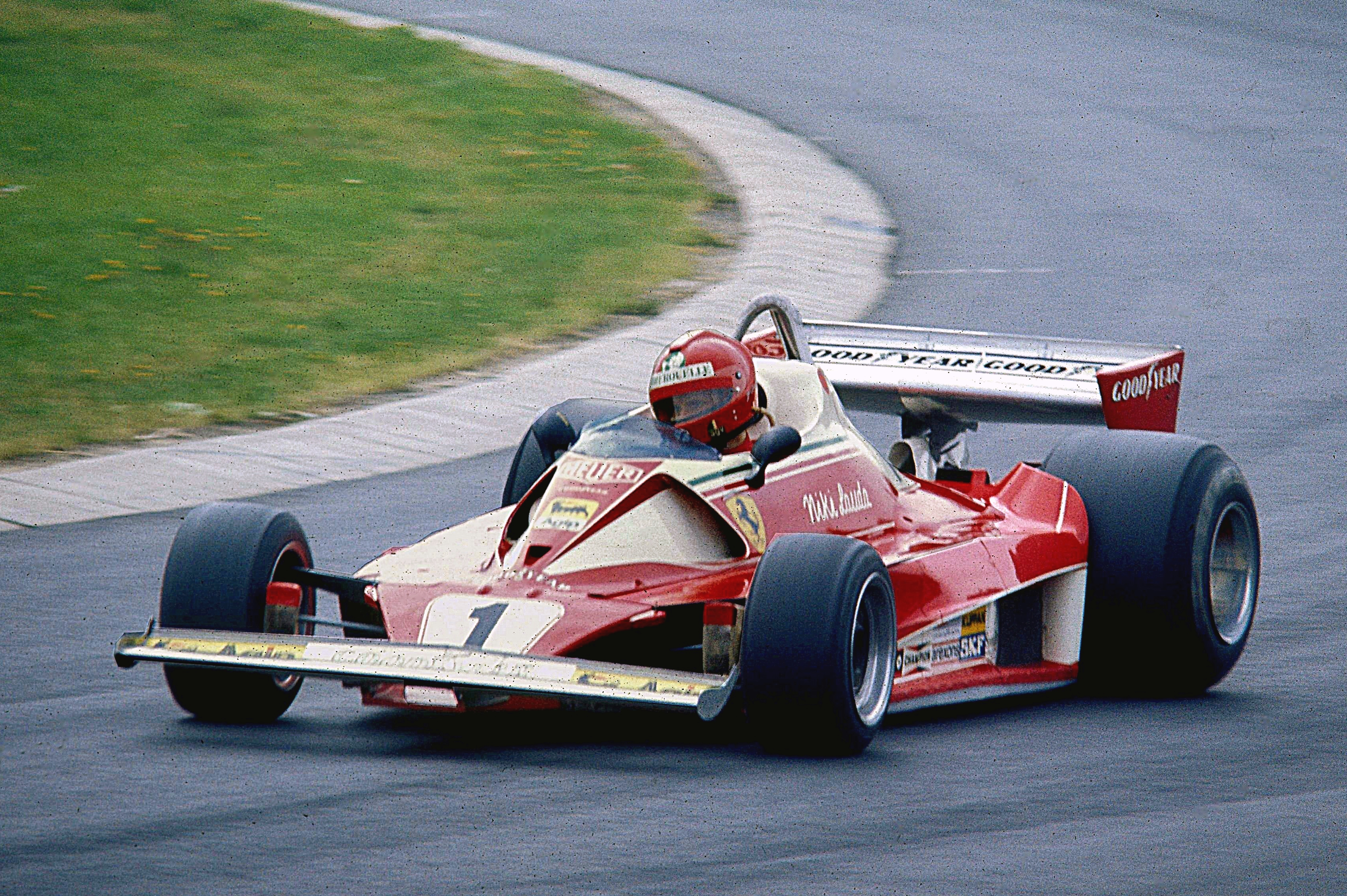
Niki Lauda in een Ferrari 312 T2 in training voor de Duitse Grand Prix 1976
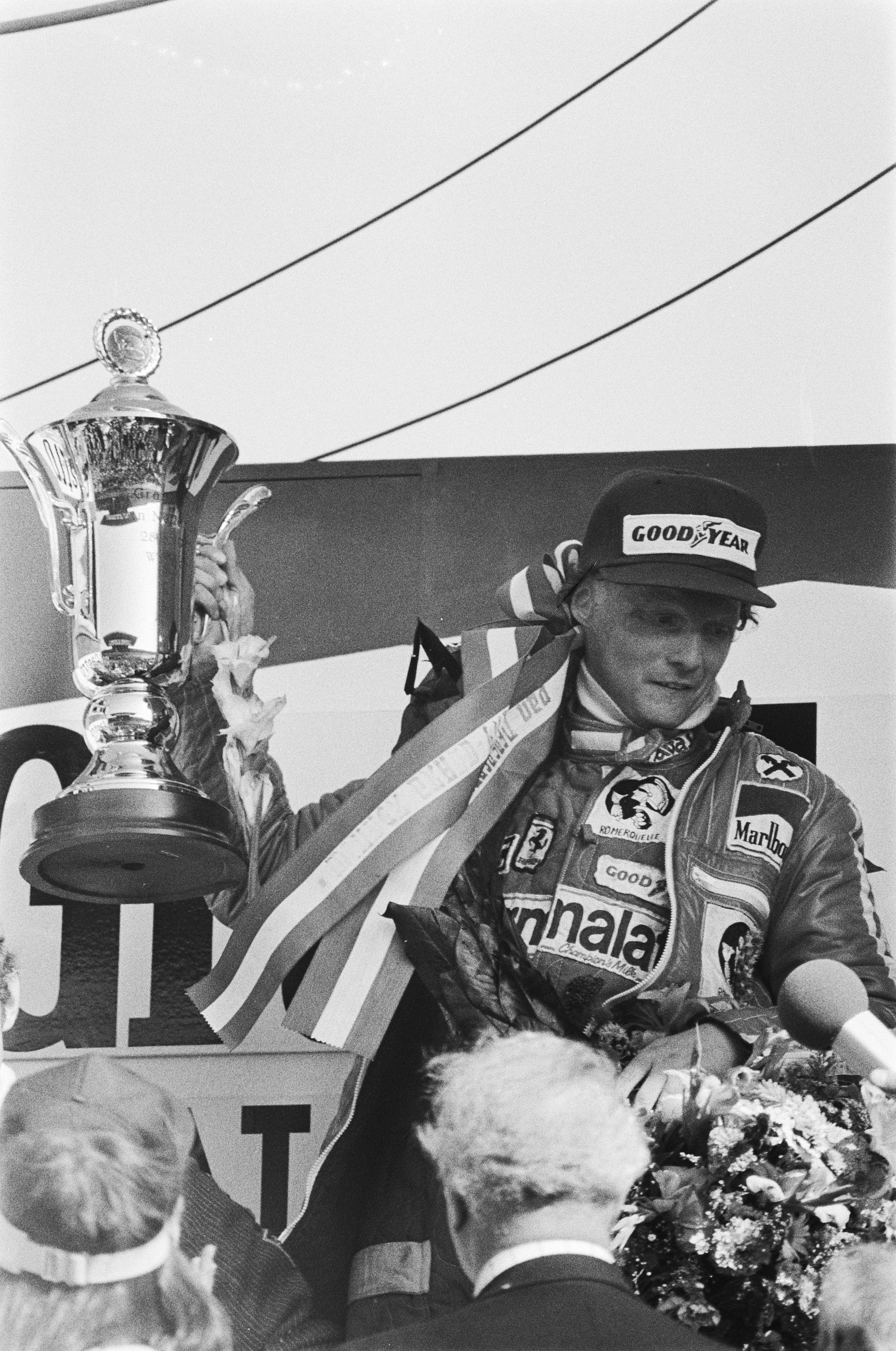
Huldiging Niki Lauda in Zandvoort 1977
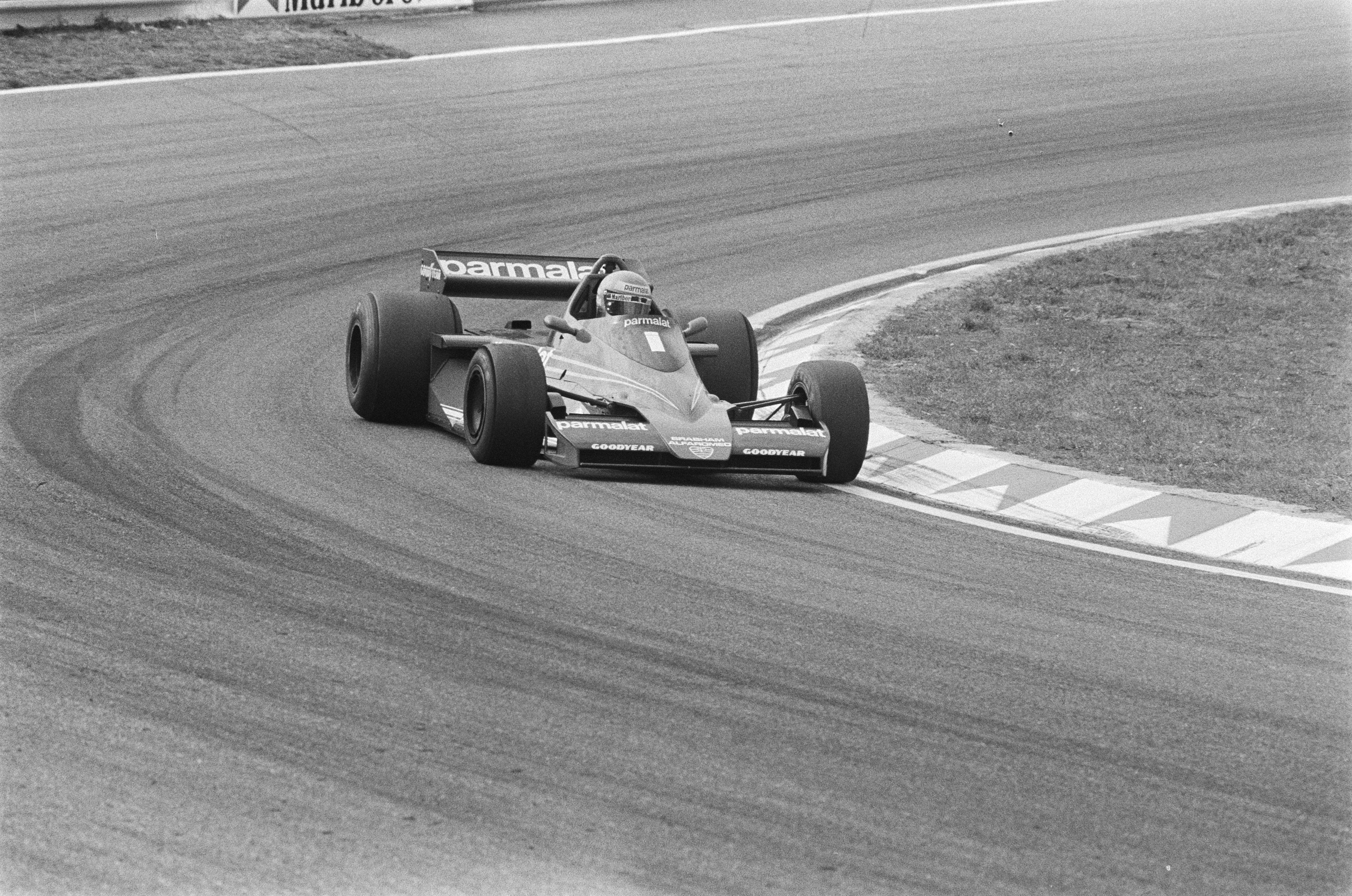
Lauda in de Brabham-Alfa Romeo BT46 op Circuit Zandvoort in 1978
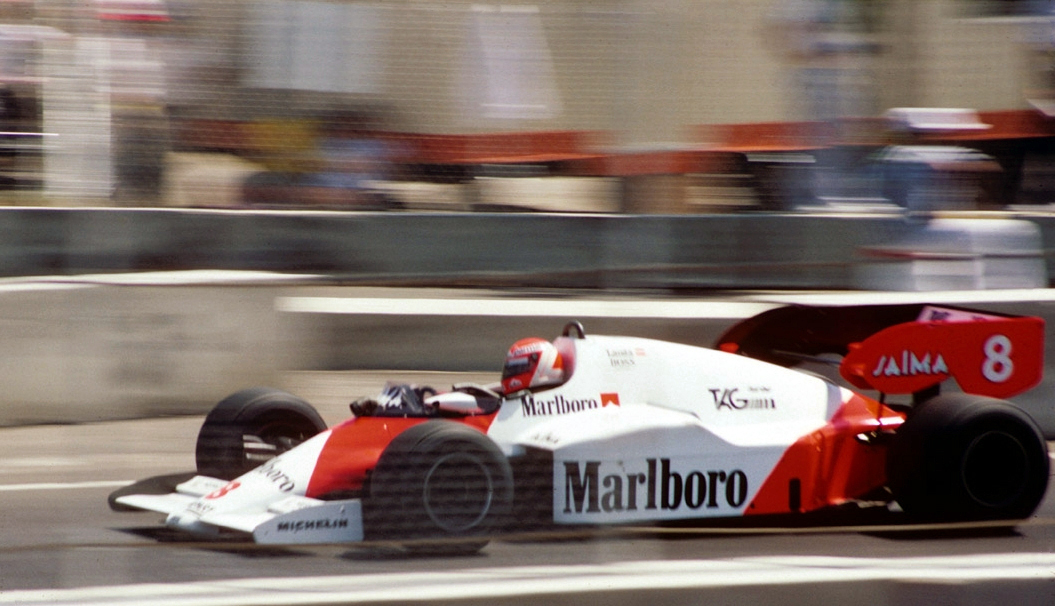
Lauda tijdens de GP van Dallas in 1984
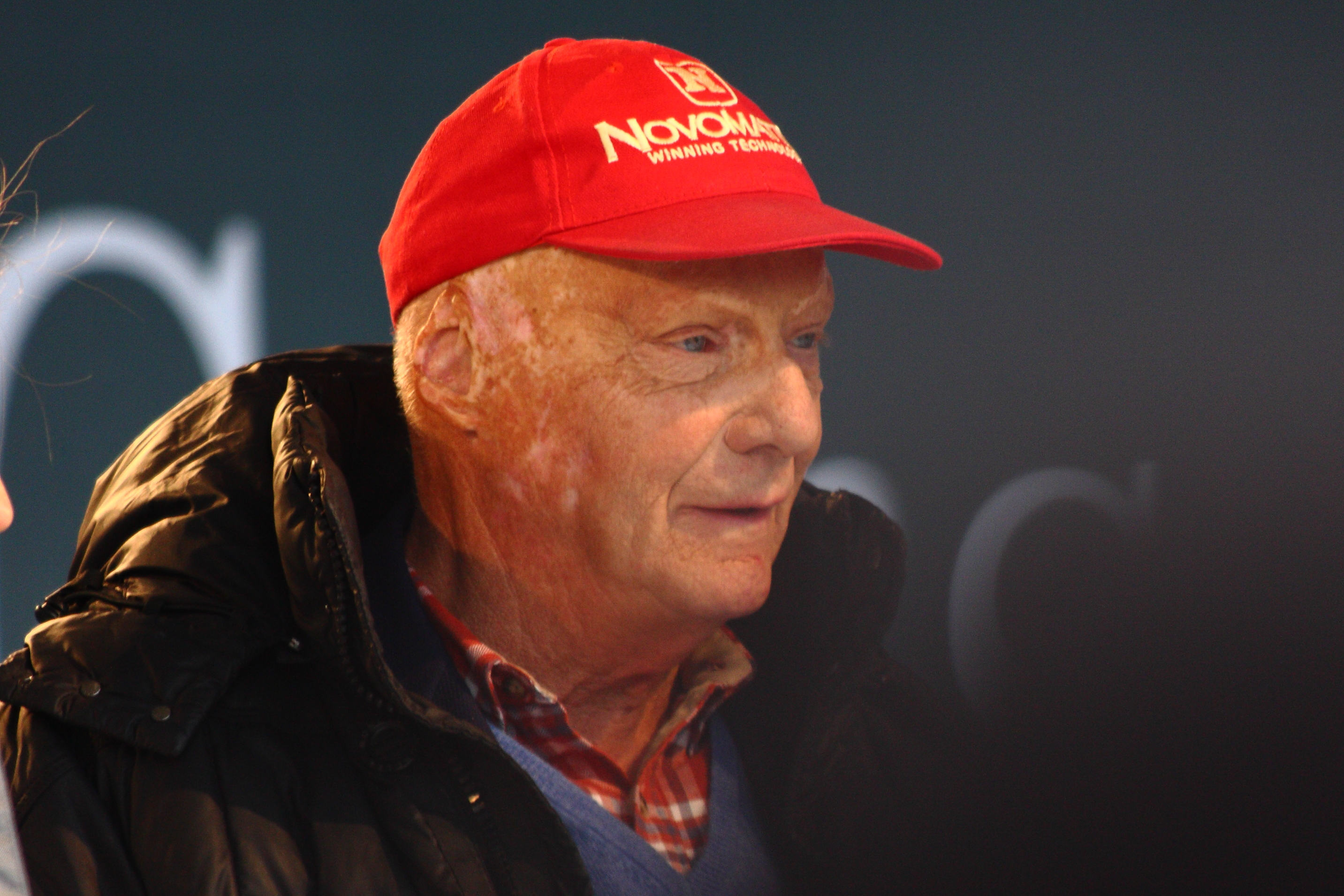
Lauda bij de "Stars and Cars" 2014
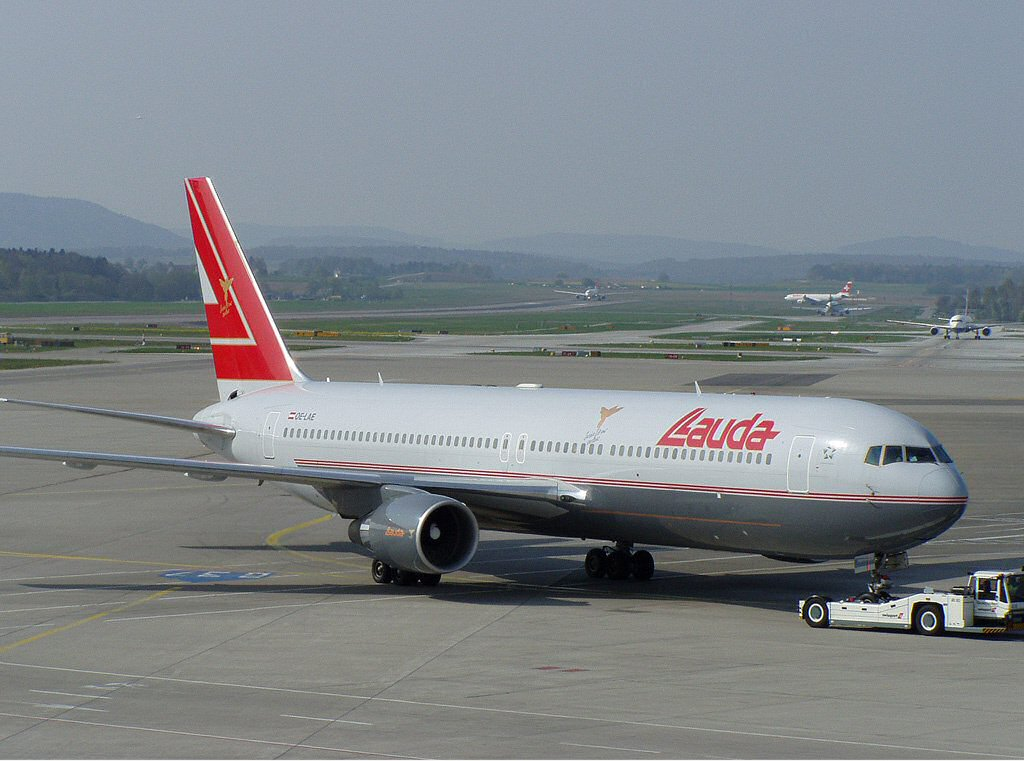
Boeing 767 van Lauda Air op de luchthaven van Zürich
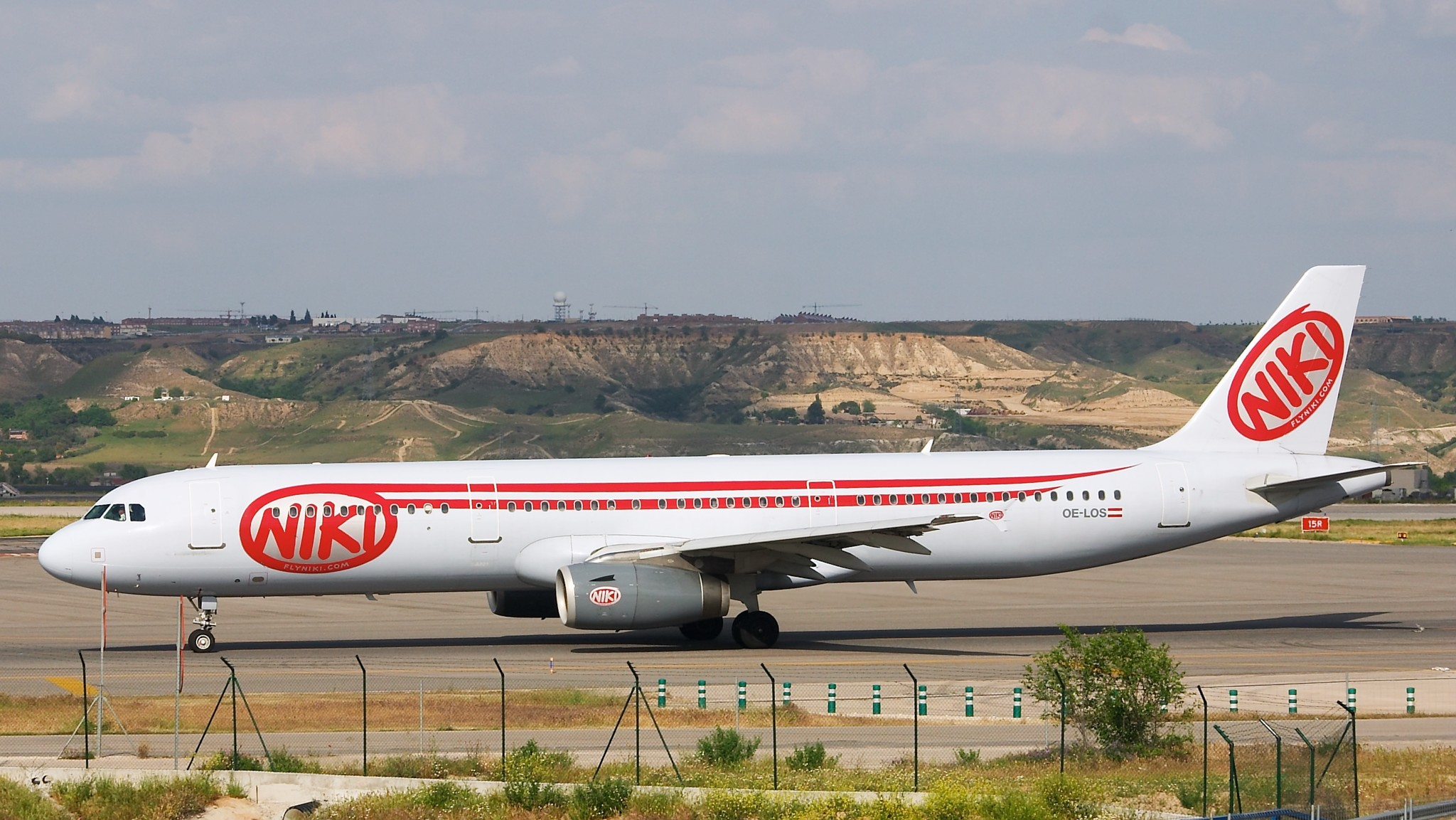
Airbus A321 van NIKI op de luchthaven van Madrid

## Trivia
- Zoon Mathias Lauda (1981) volgde in zijn vaders voetsporen en reed voor het Oostenrijkse A1 Grand Prix-team. Hij reed afgelopen jaren onder meer GT-AM in het WEC (zoals de 24 uur van Le Mans).
- In oktober 2013 werd de film Rush uitgebracht over de strijd in de Formule 1 in 1976 tussen James Hunt en Niki Lauda. Lauda wordt hierin vertolkt door Daniel Brühl.
- Lauda haalde in 1976 zijn vliegbrevet voor kleine sportvliegtuigen, bezat een Cessna 421 en daarna een Cessna Citation, waarmee hij naar races vloog. Later breidde hij dat uit met brevetten voor verkeersvliegtuigen, met name de Fokker F27, Boeing 737 en de Boeing 767.

- 1950 G. Farina
- 1951 J. M. Fangio
- 1952 A. Ascari
- 1953 A. Ascari
- 1954 J. M. Fangio
- 1955 J. M. Fangio
- 1956 J. M. Fangio
- 1957 J. M. Fangio
- 1958 M. Hawthorn
- 1959 J. Brabham
- 1960 J. Brabham
- 1961 P. Hill
- 1962 G. Hill
- 1963 J. Clark
- 1964 J. Surtees
- 1965 J. Clark
- 1966 J. Brabham
- 1967 D. Hulme
- 1968 G. Hill
- 1969 J. Stewart
- 1970 J. Rindt
- 1971 J. Stewart
- 1972 E. Fittipaldi
- 1973 J. Stewart
- 1974 E. Fittipaldi
- 1975 N. Lauda
- 1976 J. Hunt
- 1977 N. Lauda
- 1978 M. Andretti
- 1979 J. Scheckter
- 1980 A. Jones
- 1981 N. Piquet
- 1982 K. Rosberg
- 1983 N. Piquet
- 1984 N. Lauda
- 1985 A. Prost
- 1986 A. Prost
- 1987 N. Piquet
- 1988 A. Senna
- 1989 A. Prost
- 1990 A. Senna
- 1991 A. Senna
- 1992 N. Mansell
- 1993 A. Prost
- 1994 M. Schumacher
- 1995 M. Schumacher
- 1996 D. Hill
- 1997 J. Villeneuve
- 1998 M. Häkkinen
- 1999 M. Häkkinen
- 2000 M. Schumacher
- 2001 M. Schumacher
- 2002 M. Schumacher
- 2003 M. Schumacher
- 2004 M. Schumacher
- 2005 F. Alonso
- 2006 F. Alonso
- 2007 K. Räikkönen
- 2008 L. Hamilton
- 2009 J. Button
- 2010 S. Vettel
- 2011 S. Vettel
- 2012 S. Vettel
- 2013 S. Vettel
- 2014 L. Hamilton
- 2015 L. Hamilton
- 2016 N. Rosberg
- 2017 L. Hamilton
- 2018 L. Hamilton
- 2019 L. Hamilton
- 2020 L. Hamilton
- 2021 M. Verstappen
- 2022 M. Verstappen
- 2023 M. Verstappen
- 2024 M. Verstappen